# 湘潭大学
湘潭大学，或简称湘大，是一所位于中华人民共和国湖南省湘潭市的全日制公办综合性大学。学校由湖南省人民政府举办，并由中华人民共和国教育部、中华人民共和国国家国防科技工业局与湖南省人民政府共同建设。
学校成立于1958年，由出生于湘潭的中共最高领导人毛泽东倡办并题写校名；期间学校曾于1959年至1974年停办，但于1974年恢复建制，并于1978年成为中华人民共和国国务院批准的16所综合性“全国重点大学”之一，此后办学事业亦延续至今。
湘潭大学為綜合性、研究型的綜合性大學，面向中華人民共和國全國招生，提供普通高等教育、成人教育、留學生教育以及從業資格培訓；所設學科專業門類廣泛，涵蓋了哲学、经济学、法学、文学、历史学、理学、工学、管理学和艺术学等多个专业领域，该校的数学、化学、材料科学、工程学、计算机科学、思想政治教育等学科的实力较强。现今湘大也為省部共建大學、中華人民共和國「中西部高校基礎能力建設工程」項目建設高校、高等學校學科創新引智計劃、世界一流大學和一流學科建設高校，湖南省「國內一流大學」建設高校。

## 校史沿革

### 建校与停办

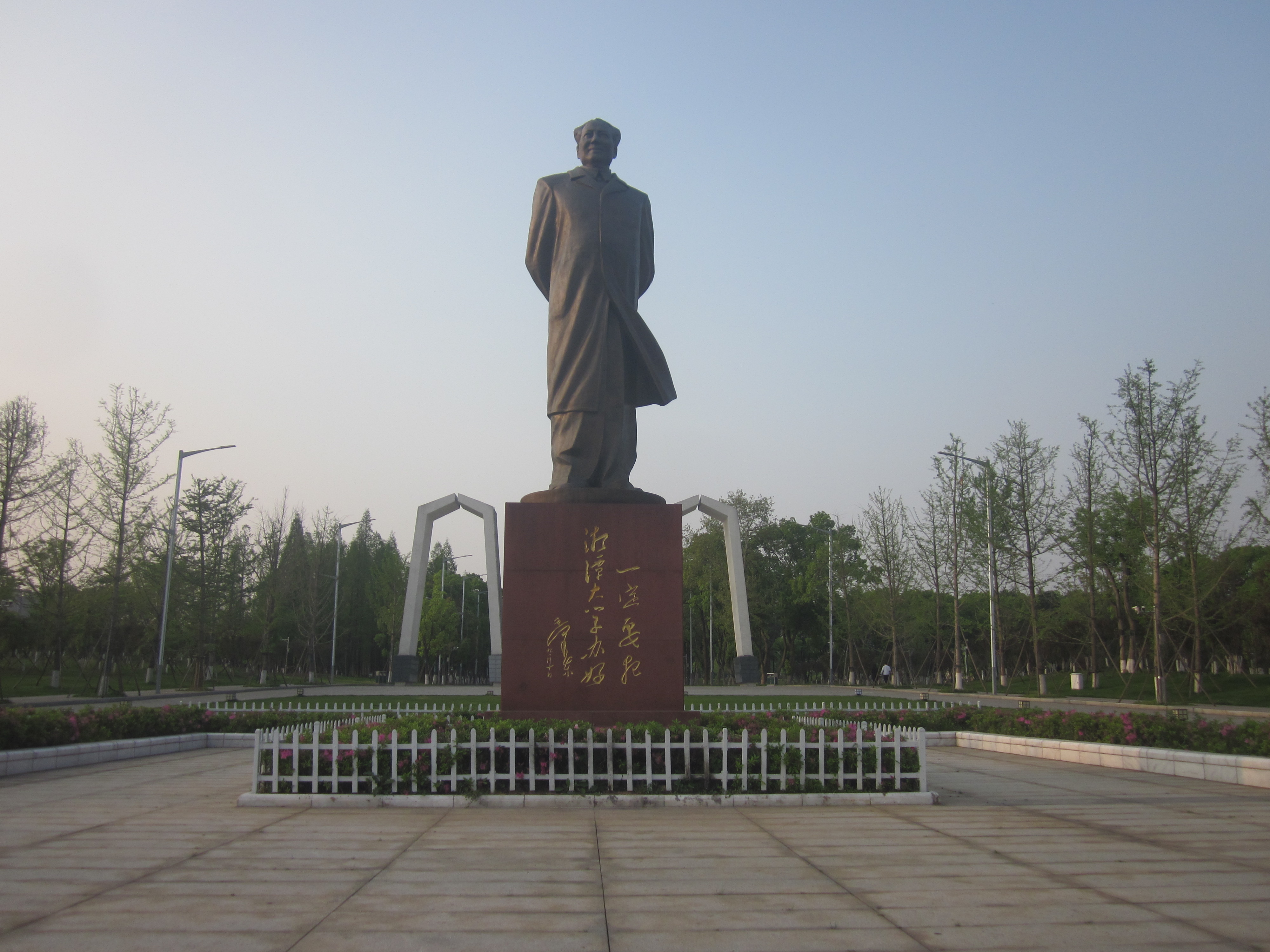
湘潭大学内的毛泽东铜像，兴建于2008年

湖南省湘潭县为中国共产党中央委员会主席毛泽东的出生地，1958年，毛泽东表示希望在家乡办一所大学，在此提议下，中共湘潭县委在湘潭县杨家桥湘江煤矿旧址创办了湘潭大学:110，为半工半读性质的大学，并委任王三明、张树龙、马志亮等人为湘潭大学筹备委员会成员，由马绍湖、刘日新等人负责日常工作:1。湘潭县委还从全县多所中学抽调了数十名中学教师赴湘大任教。
1958年8月中旬，湘潭学者毛宇居进京向毛泽东汇报湘潭大学的筹备情况，并邀请毛泽东题写校牌；同年9月10日，毛泽东亲笔题写了“湘潭大学”校名，并嘱托主管官员“一定要把湘潭大学办好”；9月中旬，王三明任湘潭大学校长，马绍湖任湘潭大学副校长。同时成立了中国共产党湘潭大学总支部委员会，马绍湖兼任党总支书记。9月18日，湘潭大学正式开学，首批招收学生314人，多为湘潭县应届的初高中毕业学生，他们分布在学校机械、钢铁、农业、林业、畜牧、教育、财贸七个系内:3。同年8月，中共湘潭市委、湘潭市人民委员会在湘潭市区创办湘潭大学 (湘潭市):110，地点暂设在湘潭市一中南楼内，学校开设数学系和物理系，学制4年，时任湘潭市一中校长张学萃则兼任该校校长。
1959年7月6日，中共湖南省委批转了省文教小组《关于新办高等学校整顿情况的报告》，基于国民经济遇到严重困难，决定停办湘潭大学:1，撤销湘潭大学 (湘潭市):110。湘大所有在校生被分流到湘潭县各县立中学就读，而湘潭大学 (湘潭市)的学生经过短期培训后，则分配到湘潭县市的中学任教。因湘潭大学 (湘潭市)建校时期流传至今的文献不多，位在湘潭县杨家桥湘江煤矿旧址的湘潭大学便被视为今日湘潭大学的鼻祖，而曾在湘潭市一中内办学的湘潭大学则鲜为人知，其与现今的湘潭大学也不存在事实的传承关系，但其历史仍然被视为湘潭大学发展阶段的一部分。

### 复校后

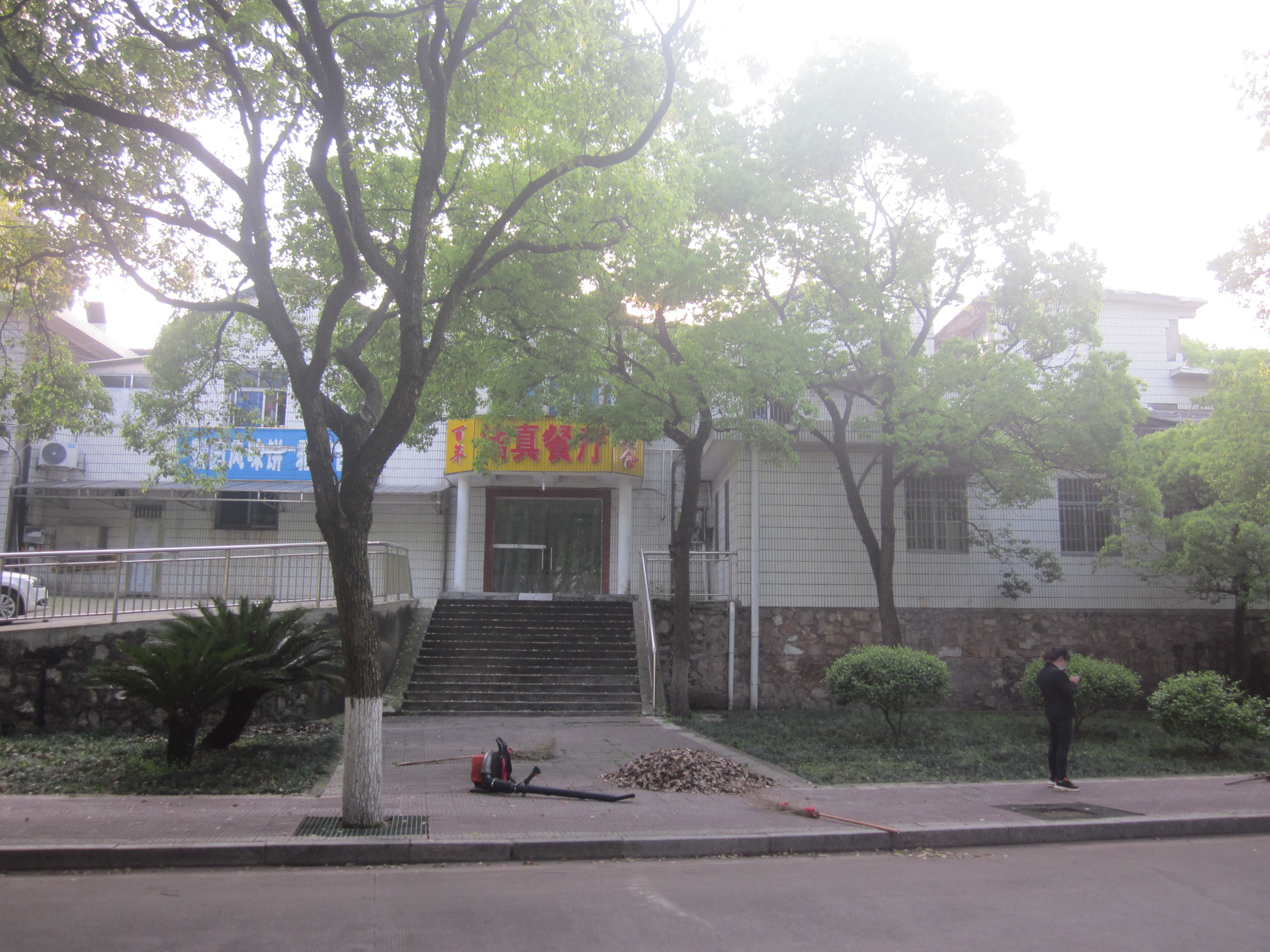
湘潭大学的清真食堂

1974年3月，在毛泽东的授意下，邓小平、华国锋、李先念等人批准恢复湘潭大学，并将其定位为文、理、工科协调发展的综合性大学，由国家计划委员会拨付专项建设资金:1。同年4月5日，中国共产党湖南省委员会成立由省委副书记李振军等组成的“恢复湘潭大学工作委员会”，李振军并兼任湘大复校后第一任校长。
1974年10月，毛泽东最后一次回湖南省，在长沙市接见国务院副总理李先念时，他催促湘潭大学恢复建设的工作；同年11月，國務院科教組向国内十余个省市发出《关于请求支援湘潭大学部分师资和图书的通知》，各地高校积极响应:22-23。1975年到1978年间，来自北京大学、清华大学、复旦大学、中国人民大学、武汉大学、中山大学、哈尔滨工业大学等90多所高校的620多名教师汇聚湘大。各高校赠送的图书中，也不乏《钦定古今图书集成》、《四部丛刊》等具有高度研究价值的古籍。

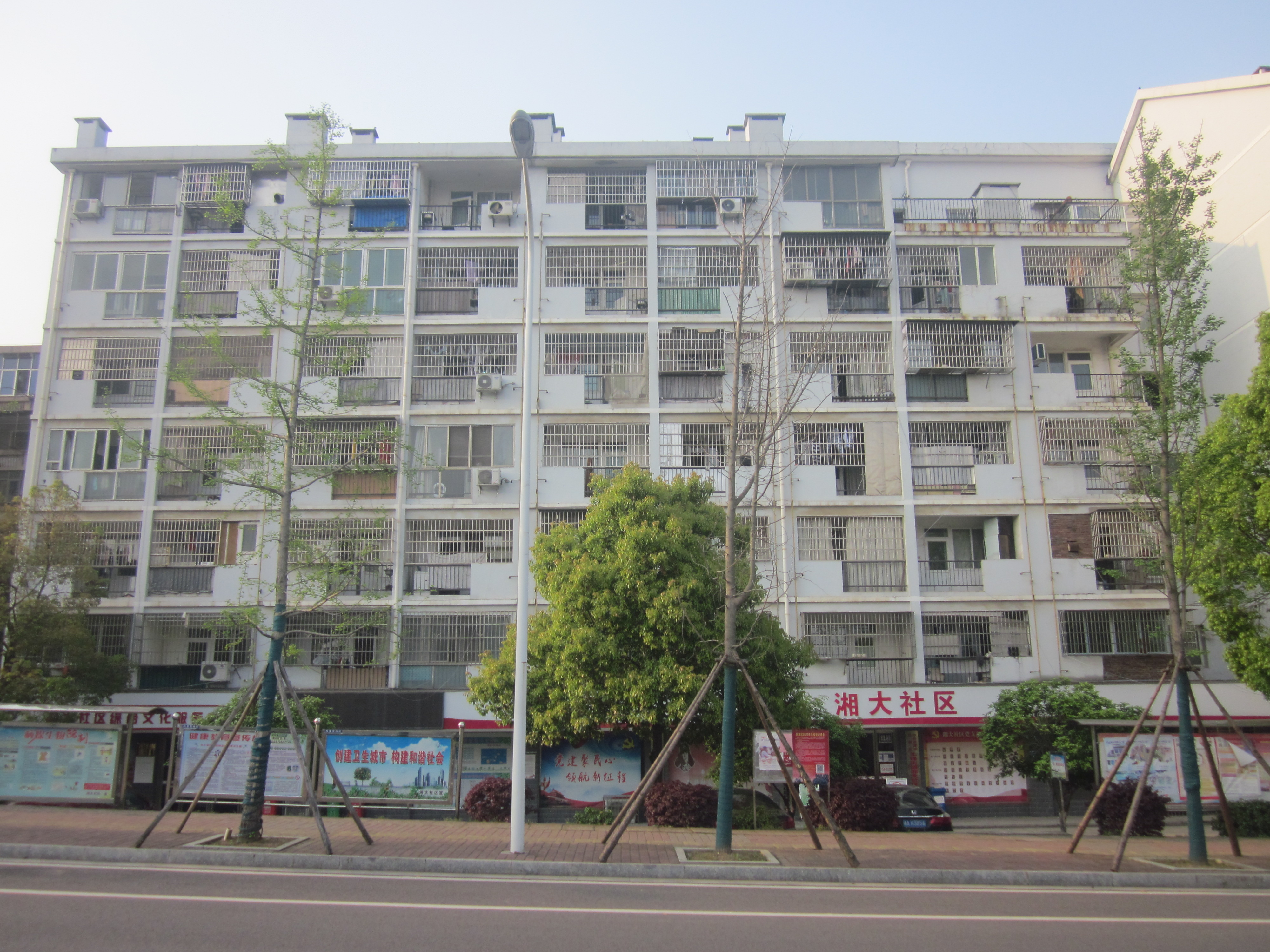
湘潭大学附近的湘大社区因学校的兴建而产生

1975年1月6日，中共湖南省委同意成立中共湘潭大学筹备处临时委员会，并任命赵冰岩为党委书记，王树谦为党委副书记。当年，湘潭大学招收了第一批223名新生；1975年9月10日，学校举行了恢复建校后的首届开学典礼:28，首批开设了政治、化工机械两个专业，以后，随着文化大革命的结束及正常教育秩序的恢复又陆续增加了多个专业:41。1975年8月，基於為湖南省培養急需人才的需求，湖南省革命委员会批准湘潭大学在同省湘西州、零陵地區开设分校，日后这两所分校也相繼脱离母体并与其他学校合并並升格為独立的本科大學:49。
1978年2月17日，中华人民共和国国务院决定将湘潭大学与北京大学、复旦大学、吉林大学、南开大学、南京大学、厦门大学、武汉大学、中山大学、山东大学、四川大学、兰州大学、云南大学、西北大学、新疆大学、内蒙古大学等16所大学一起列入中国首批综合性全国重点大学:889。同年，中国大陆各高等院校恢复招收研究生，其中湘潭大学招收了马克思主义哲学、政治经济学、基础数学、中国古典文学、现代汉语、世界文学等领域的研究生，湘潭大学也因此成为中华人民共和国恢复研究生制度后，首批招收研究生的高等院校之一:77。1981年，湘潭大学成为硕士学位授权单位，学校首批获得4个硕士学位授予点。此后，该校的研究生教育得到快速发展，规模不断扩大:79。
1998年，湘潭大学建校40周年之际，时任中共中央总书记江泽民为学校题词：“办好湘潭大学，为培养和造就高素质人才作出新贡献”，同年，湘大成为博士学位授权单位；2000年，该校亦开始招收留学生:2444。2001年，时任全国人大常委会委员长李鹏亦为学校题词：“团结、勤奋、求实、创新，努力办好湘潭大学”。同年8月，湘潭大学获教育部批准创办公有民办的独立学院湘潭大学兴湘学院:2445；2005年12月，教育部与湖南省人民政府签署协议，双方决定共同重点支持湘潭大学建设。2009年8月，中华人民共和国国务委员刘延东视察湘大，并肯定了该校教学为现代化建设服务的理念。
2012年，湘潭大学与同省湖南师范大学、长沙理工大学等六所大学一同获教育部、国家发改委、财政部列为“中西部高校基础能力建设工程”首批100所高校。2013年，湖南省人民政府与國家國防科技工業局签署协议，双方同意共建湘潭大学。

## 文化传统

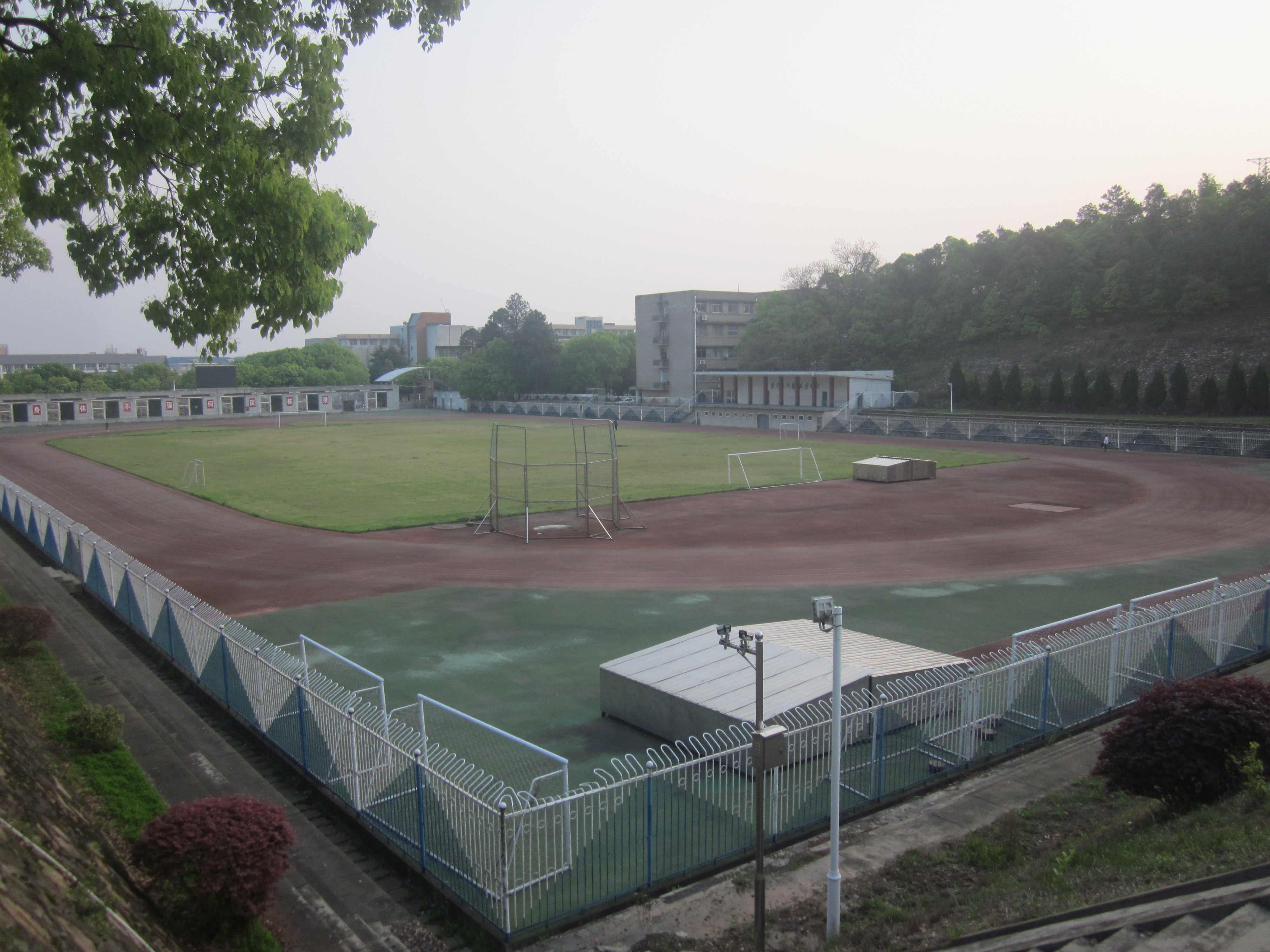
湘潭大学足球场

### 形象标识
湘潭大学的校训为“博学笃行，盛德日新”，其中“博学笃行”出自《礼记·中庸》：“博学之，审问之，慎思之，明辨之，笃行之。”而“盛德日新”则源自于《易·系辞》：“富有之谓大业，日新之谓盛德”。体现了学校继承往圣、涵养科学人文的理念。校歌为《湘潭大学校歌》，由作曲家王佑贵谱曲，学校师生作词，其中也引用了毛泽东诗词《沁園春·長沙》的诗句，体现了毛泽东与湘大的历史渊源。湘大校徽為圓形，上下分別寫有中英文校名，其中中文校名為毛體字，由毛澤東親筆書寫；中心繪有該校具代表性的南校門三拱門，拱门下则寫有學校的創校年份「1958年」；校徽通常使用“韶峰红”以及“湘水蓝”两种标准色。

### 校园生活
在创校之初，湘潭大学就已经开始组织文艺体育活动。复校后，学校社团活动日趋得到恢复。2021年，学校的学生社团已经超过60个，它們均由中國共青團湘潭大學委員會直接主管，而校學生社團聯合會負責聯絡協調這些社團；社团性质涵盖了文化、艺术、科技、公益、体育、学术研究和学生实践7大类。

## 校园环境

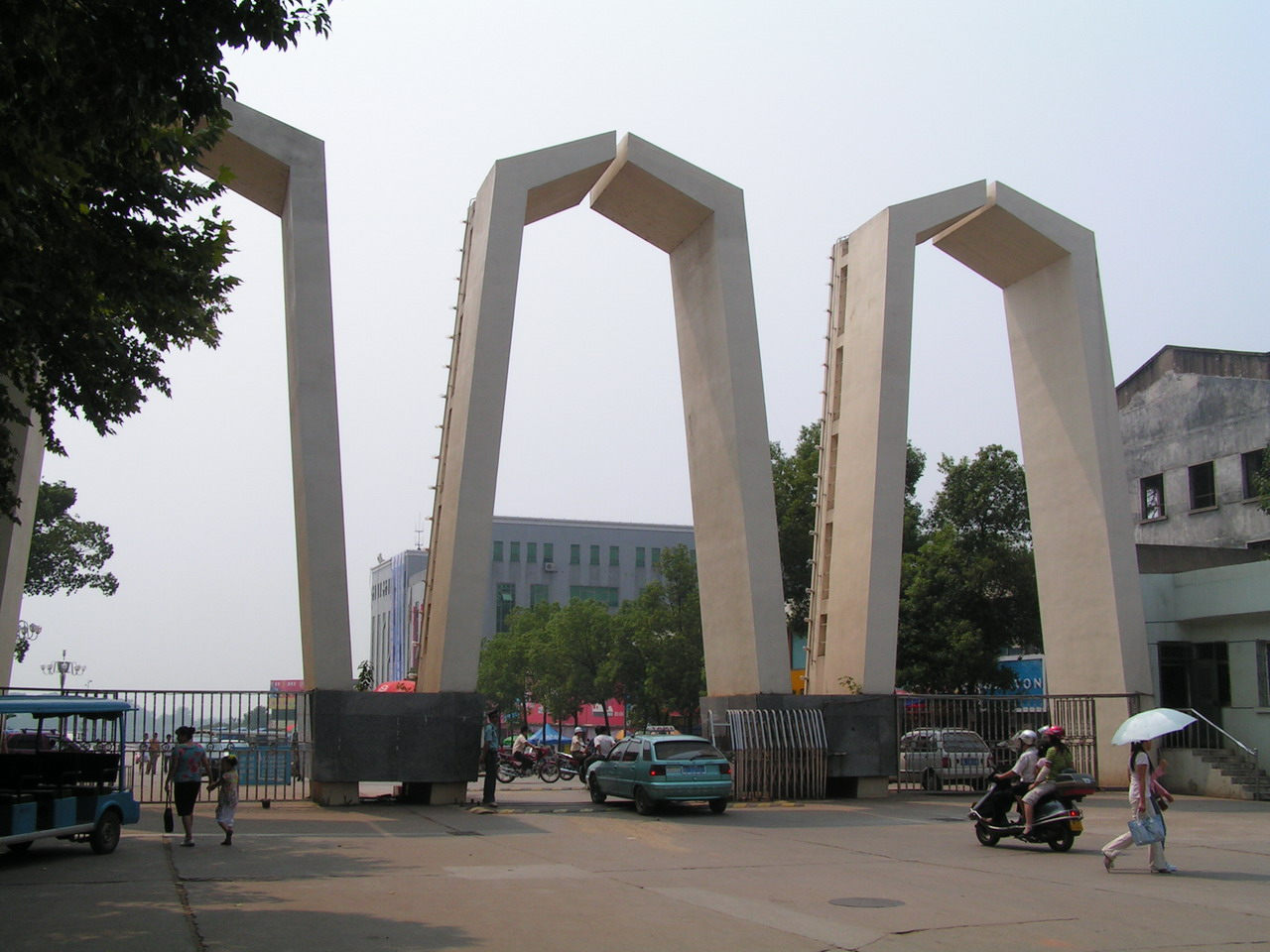
湘潭大学南校门三拱门

1958年，湘潭大学初次创立之时，校舍位在今湖南省湘潭市湘潭县杨嘉桥镇王家山社区湘江煤矿旧址上，并沿用民国时期湘江矿业公司的房屋作为教室。而位于湘潭市的湘潭大学则使用湘潭市第一中学的校舍作为教室，1959年，因学校裁撤均不再使用，1975年复校后，两个旧校址也没有成为湘大的校区所在地。湘大位于湘潭县旧校舍内的办公楼、大礼堂、职工宿舍等早期建筑则在2006年10月成为王家山社区办公驻地。2019年，在湘潭大学、湘潭市文物主管机关的努力下，位于湘潭县的湘大旧校舍以「湘潭大学早期建筑群」之名獲湖南省人民政府列為第十批湖南省文物保護單位。
湘潭大学现址则位于湘潭市湘江北岸的雨湖区北二环路。复校初期，该校办学条件有一座教学楼及几栋学生宿舍；随着办学规模的扩大及其他学校的支援，校内陆续修筑了教工宿舍、南苑学生宿舍、校医院、学生食堂等各项硬体设，以及画眉潭、琴湖等景观。学校附近也相继建成了公交车站、商店、邮局及照相馆等生活设施，以方便对外通联。
在复校之初，湘潭大学并没有自己的大门，直到1985年才建立了自己的地标性建筑三拱门，该拱门位在学校南校门，由时任湘潭市规划办主任单仲陆和总建筑师万志洪设计，其方案受到了伊拉克巴格达大学校门三拱门的影响，具有一定的象征性意义，并被繪在学校的校徽上。2008年9月，湘潭大学50年校庆期间，学校兴建了毛泽东铜像，以纪念毛泽东为创建湘潭大学所作出的贡献。

## 行政管理

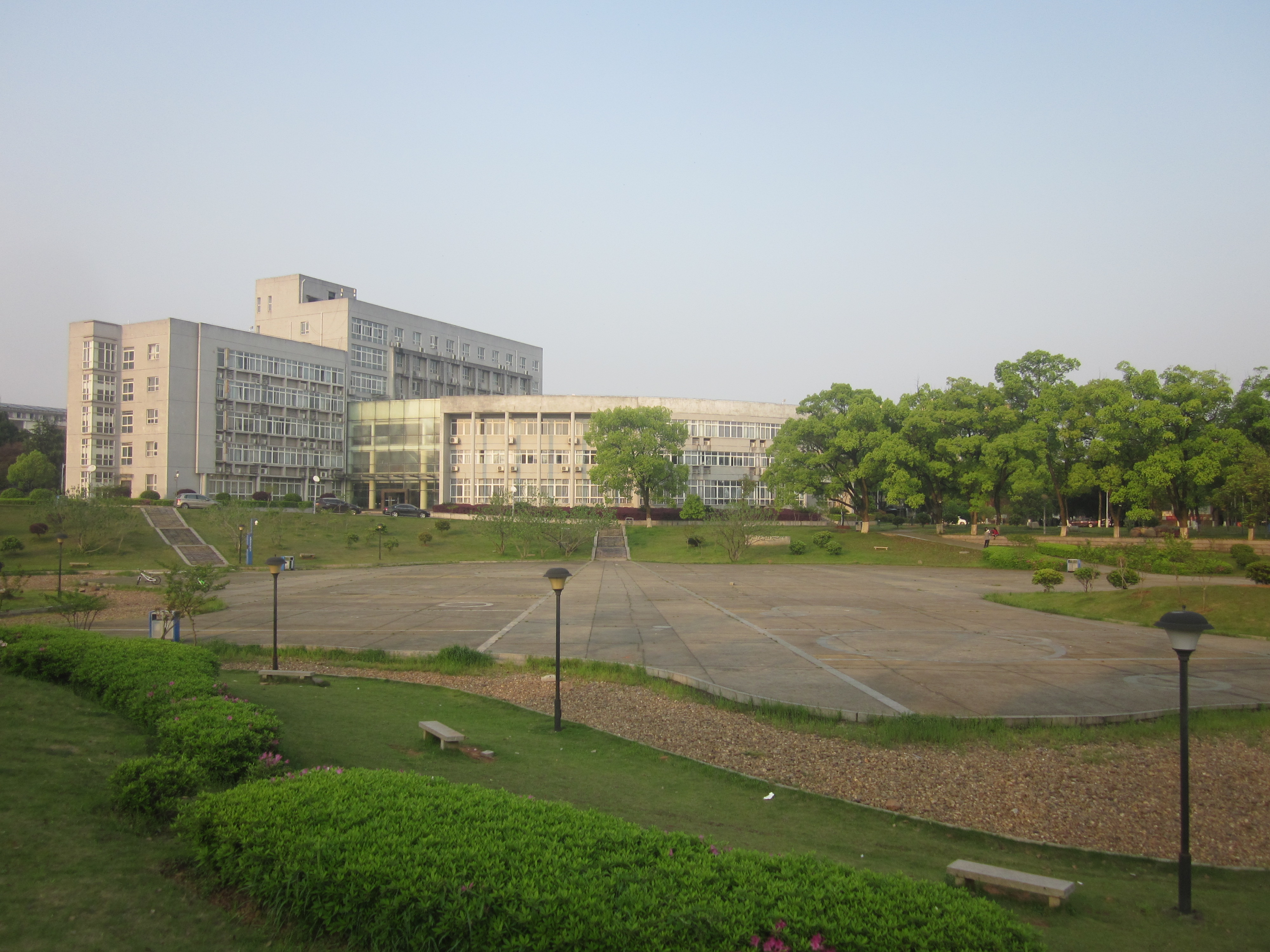
湘潭大学的行政管理中心湘大综合办公楼

1958年，湘潭大学成立之初，中共湖南省委、湖南省人民委员会成立湘潭大学筹备委员会，为日后湘大的正式建校办学作准备:1，同年9月中旬，湘大开学，学校校长、副校长等职务陆续设立，王三明出任湘潭大学首任校长，马绍湖任湘潭大学副校长。同时，学校成立了中国共产党湘潭大学总支部委员会，由副校长马绍湖兼任党总支书记；湘潭一中校長張學萃则兼任湘潭市的湘潭大学校长。1959年，因学校裁撤，上述行政管理职务撤销:3。
1975年，中共中央决定重建湘大，由赵冰岩、王树谦等人领导的中共湘潭大学筹备处临时委员会随之成立:28，湘潭大学正式复校后，由解放军大校李振軍出任校长，原临时党委副书记、副校长张勇成为学校复校后的首任党委书记:28、王树谦则转任党委副书记；其余行政管理機制亦相继恢復。
在行政管理上，湘潭大学实施中共党委领导下的校长负责制，故校内事务由中国共产党湘潭大学委员会统一领导，校长则主持学校行政工作，由湖南省人民政府任命，也是湘大的法定代表人。现任中共湘潭大学党委书记是刘起军，2023年1月到任，此前曾经担任湖南师范大学校长。现任湘潭大学校长是廖永安，2025年3月到任，此前曾经担任湖南警察学院院长。

## 教学现况

### 师生概况

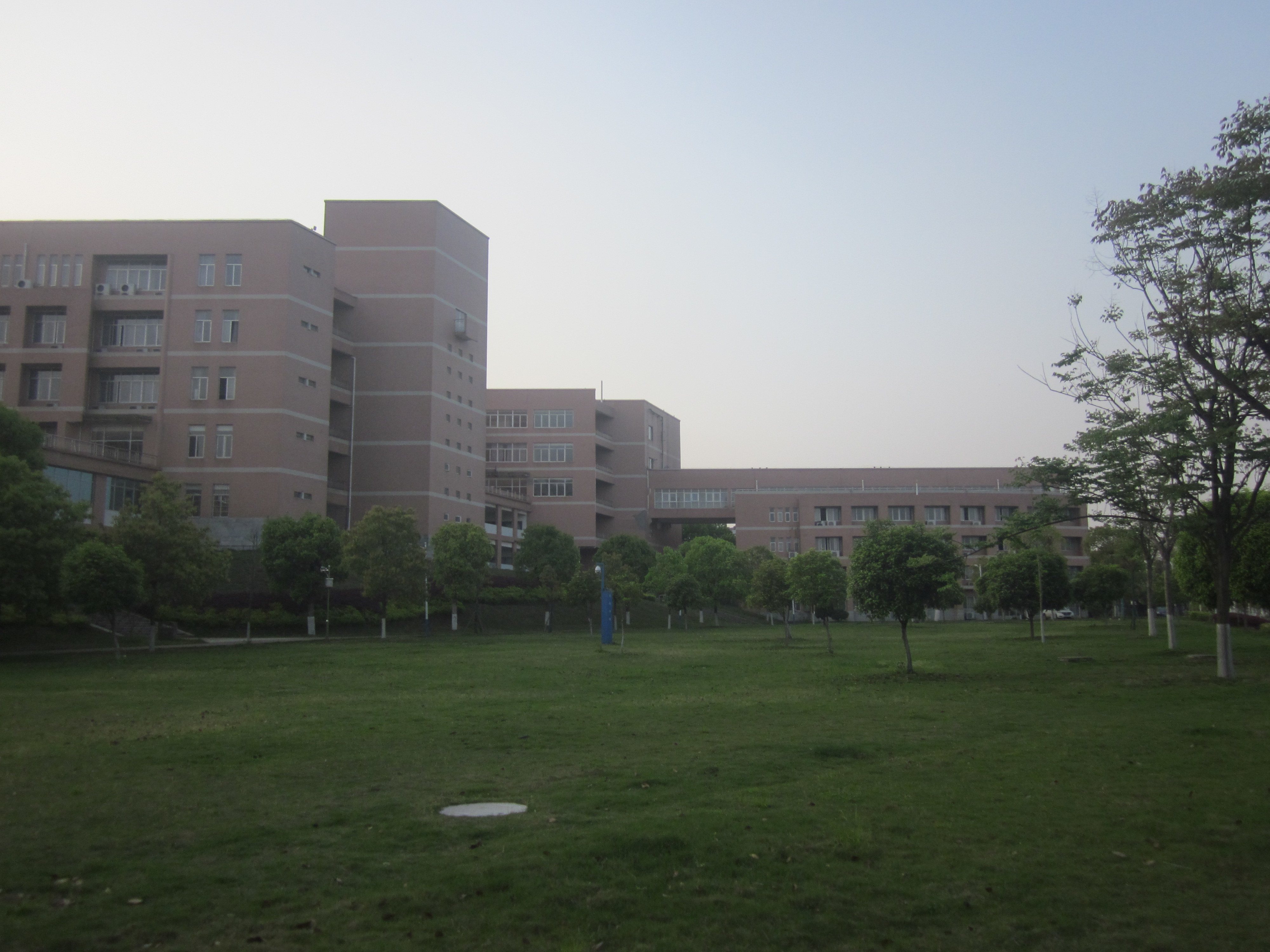
湘潭大学白石艺术学院，以出生于湘潭的画家齐白石命名

作为一所综合性大学，湘潭大学每年面向中国大陆招收数千名本科生、研究生，生源以所在省份湖南省居多；除此之外，学校也有资格招收港澳台三地的学生及外国留学生。2023年，该校有各类在校生约36,000人，其中也涵蓋了本科生、碩博研究生、留學生及成人教育生。教员超过1,600人，其中76%以上的教员拥有高级职称或博士学位，除此之外，湘大也致力于对接湖南省“芙蓉人才行动计划”等多个人才工程引进师资。并拥有英国皇家化学会会士王先友、中国工业与应用数学学会会士黄云清、中国工程院院士欧阳晓平等一批具有代表性的师资人才。

### 院系设置

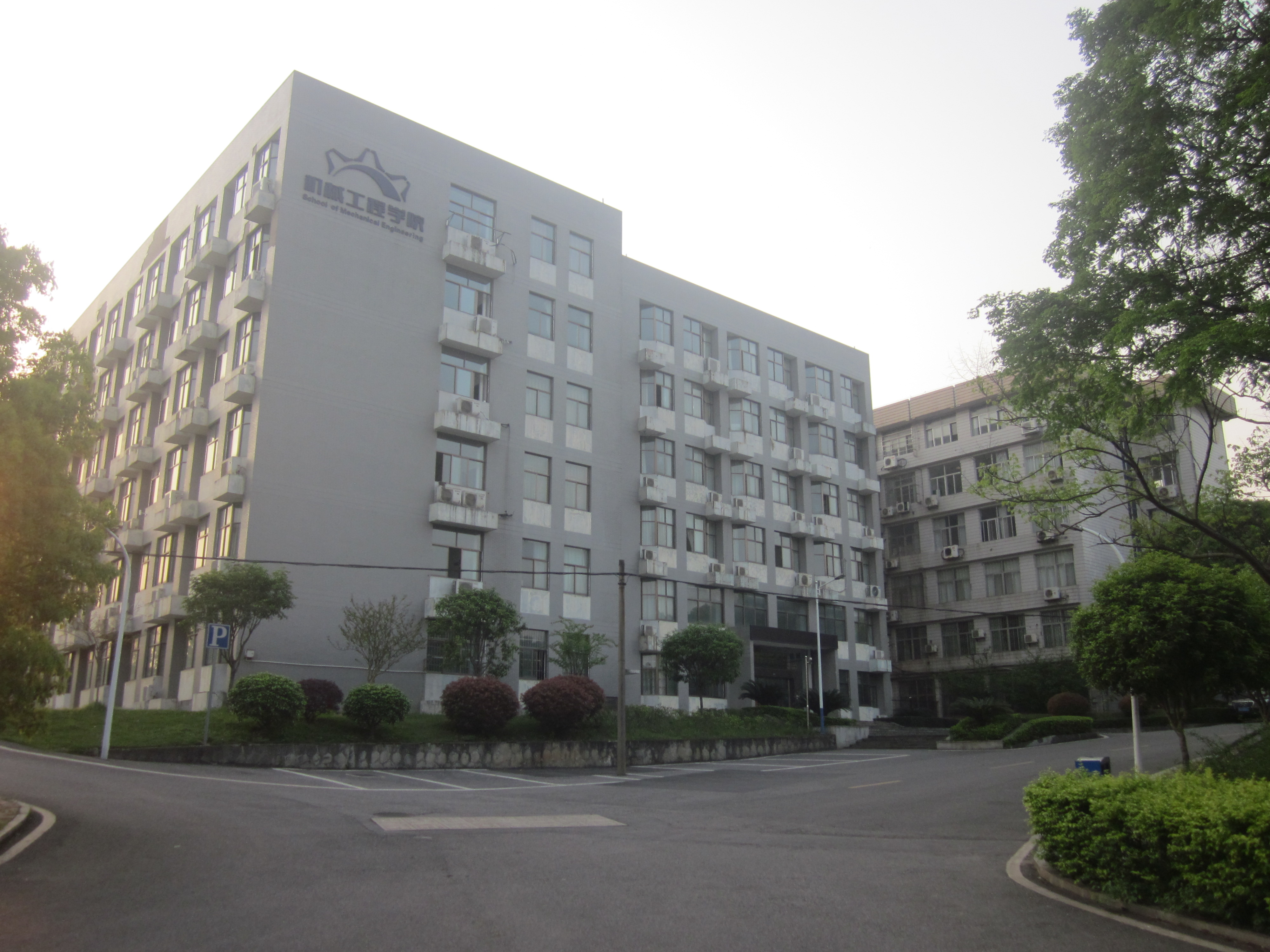
湘潭大学机械工程学院

2022年，湘潭大学共有76个本科专业（83个专业类别）向全国招生，所设专业涵盖哲学、经济学、法学、文学、历史学、理学、工学、管理学和艺术学9大学科门类，分布在该校哲学与历史文化学院、商学院、公共管理学院、法学院·知识产权学院·信用风险管理学院、马克思主义学院、文学与新闻学院、外国语学院、数学与计算科学学院、物理与光电工程学院、材料科学与工程学院、化学学院、化工学院、机械工程学院、计算机与网络空间安全学院、自动化与电子信息学院、土木工程与力学学院、环境与资源学院、体育教学部、艺术学院、国际交流学院等二级学院内，其中，数学类、化学工程与工艺、材料类等部分专业还建立了专门培养精英本科生的尖子班，采用“一对一”导师个性化培养机制，以培养合格的研究型人才。除本科教育外，湘潭大学也具有较完整的硕士、博士人才培养体系，其中有16个专业获一级学科博士学位授权点，另有31个一级学科硕士学位授权点及19个专业硕士学位授权类别。

### 科研机构
除專業學院外，湘潭大學還設置了多所研究機構。自1977年首次开展12个项目的科学研究开始，湘潭大学逐步建立了自己的研究平台:119。其中国家级的研究基地有湖南国家应用数学中心、新能源装备及储能材料与器件国家国际科技合作基地、新型储能电池关键材料制备技术国家地方联合工程实验室、特种功能薄膜材料国家地方联合工程实验室、化工过程模拟与强化国家地方联合工程研究中心、毛泽东思想研究中心教育部人文社科研究基地、中国共产党革命精神与文化资源研究中心教育部人文社科研究基地、中国红色旅游创新发展研究基地等。

### 典藏資源

湘潭大学图书馆

湘潭大学的图书馆于20世纪70年代随着大学的重设而创立，当时，一些中国高校为新建的湘大图书馆捐赠了典籍，也包括《钦定古今图书集成》、《四部丛刊初编》、线装本《二十四史》、《大清会典》等珍藏古籍，其中于清朝雍正年间成书的《钦定古今图书集成》日后更成为该图书馆的镇馆之宝。校图书馆还创办专职培训班，帮助学校自身建立图书情报与档案管理学科群，以为中国各地的图书馆培养合格的管理人才。学校还利用现有人文资源，自行创建了毛泽东数字图书馆、红色旅游资源数据库等特色数据库。

### 排名聲譽

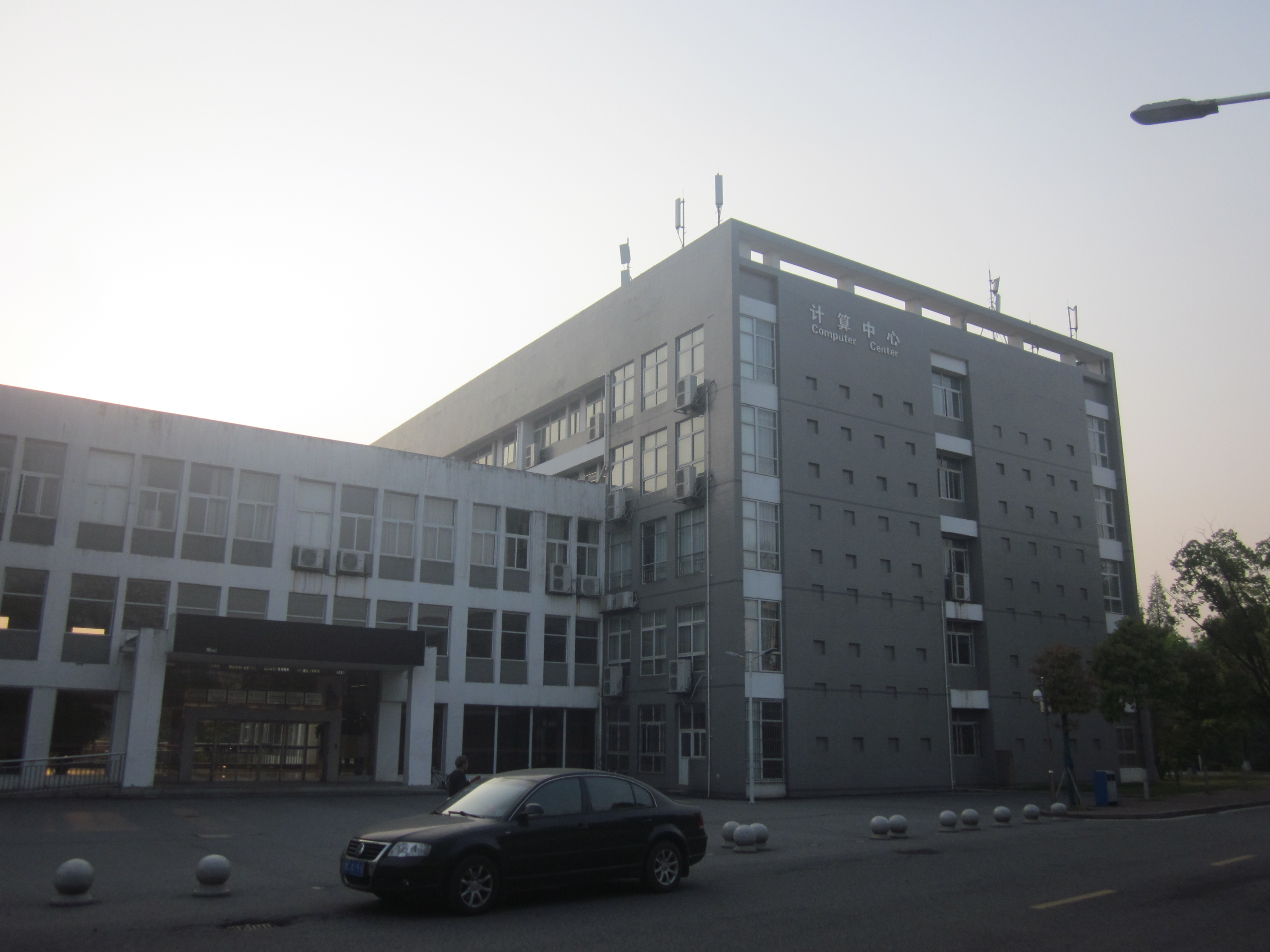
湘潭大学计算机中心，湘大的计算机科学已经进入ESI排名全球大学和科研机构前1%的水平

湘潭大学以数学学科著称，该校的数学专业有“计算湘军”之称，并入选第二批“世界一流学科建设”名单。此外化学、材料科学、工程学、数学、计算机科学等5个学科已经进入ESI排名全球大学和科研机构前1%的水平。纳米技术、马克思主义理论、中共党史、法学等学科也享有一定的知名度，湘潭大学也因为法学专业表现优异而享有“法学重镇”的美称。
在大學排名上，湘潭大學位列2022年美國新聞與世界報導大學排名第1,132名（中國大陸第128名）；2024年校友會的綜合實力排名居中國大陸第104名，湖南省第4名。2024年，學校在軟科的排名為中國大陸102名；2024年泰晤士高等教育世界大學排名则在1201–1500位之间。
。

## 知名校友
据《湘潭大学校友总会章程》，凡是在湘潭大学就读或进修过的学生或学员，在学校工作过的教职员工，学校名誉教授、名誉博士、客座教授、兼职教授等，皆为湘潭大学校友；其中也包括了该校1958年至1959年创立初期，以及1974年复校至今在湘大就学的学生，就职的教职员工。在总会之下，湘大在中国国内外尚有数个校友分会。
自1958年成立以来，湘潭大学及其分校、教學點等為中華人民共和國培養的各領域專業人才超過30萬人，其中也不乏湖南省在地的省、市党政官員，包括湖南省人民政府副省長刘力伟、湖南省人大常委會副主任谢勇、彭国甫、湖南省政协副主席王晓琴、中共邵阳市委书记龔文密、娄底市委书记鄒文輝、张家界市委书记刘革安、湖南省地質院黨委書記談文勝、株洲市政協副主席黃詩燕等人。校友中从事科研的则有大连理工大学校长欧进萍、西北大学校长方光華、广西大学校长趙躍宇、中南林业科技大学党委书记胡长清、中南林业科技大学校长廖小平、中国科学院化学研究所研究员范青华、中國科學院院士周向宇等人。

## 引用

### 註解
1. ↑  含湘潭大学 (湘潭市)[12]